# Kayan

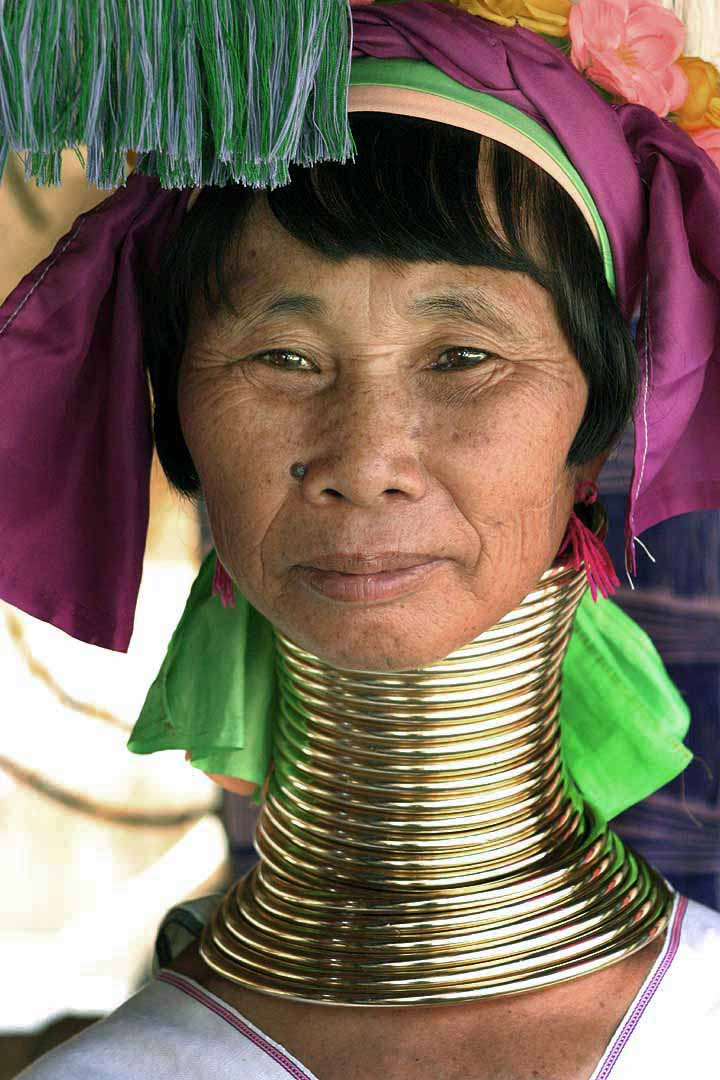
Một phụ nữ Kayan ở Bắc Thái Lan

Người Kayan là một nhóm của dân tộc Karenni, một dân tộc thiểu số Tạng-Miến của Myanma (Miến Điện). Họ cũng được biết đến là dân tộc Padaung (tiếng Myanma: ပဒောင္‌လူမ္ယုိး). Trong thập niên 1990, do xung đột với chính phủ quân sự ở Myanma, nhiều người dân thuộc sắc tộc Kayan đã chạy qua nước Thái Lan láng giềng. Họ đã sống không giấy tờ ở khu vực biên giới, ở trong các làng để trình diễn cho du khách sẵn sàng trả tiền để ngắm cải biến thân thể của họ, với những vòng bằng đồng đeo quanh cổ phụ nữ. Có khoảng 7000 người thuộc dân tộc Kayan.

## Những vòng cổ bằng đồng

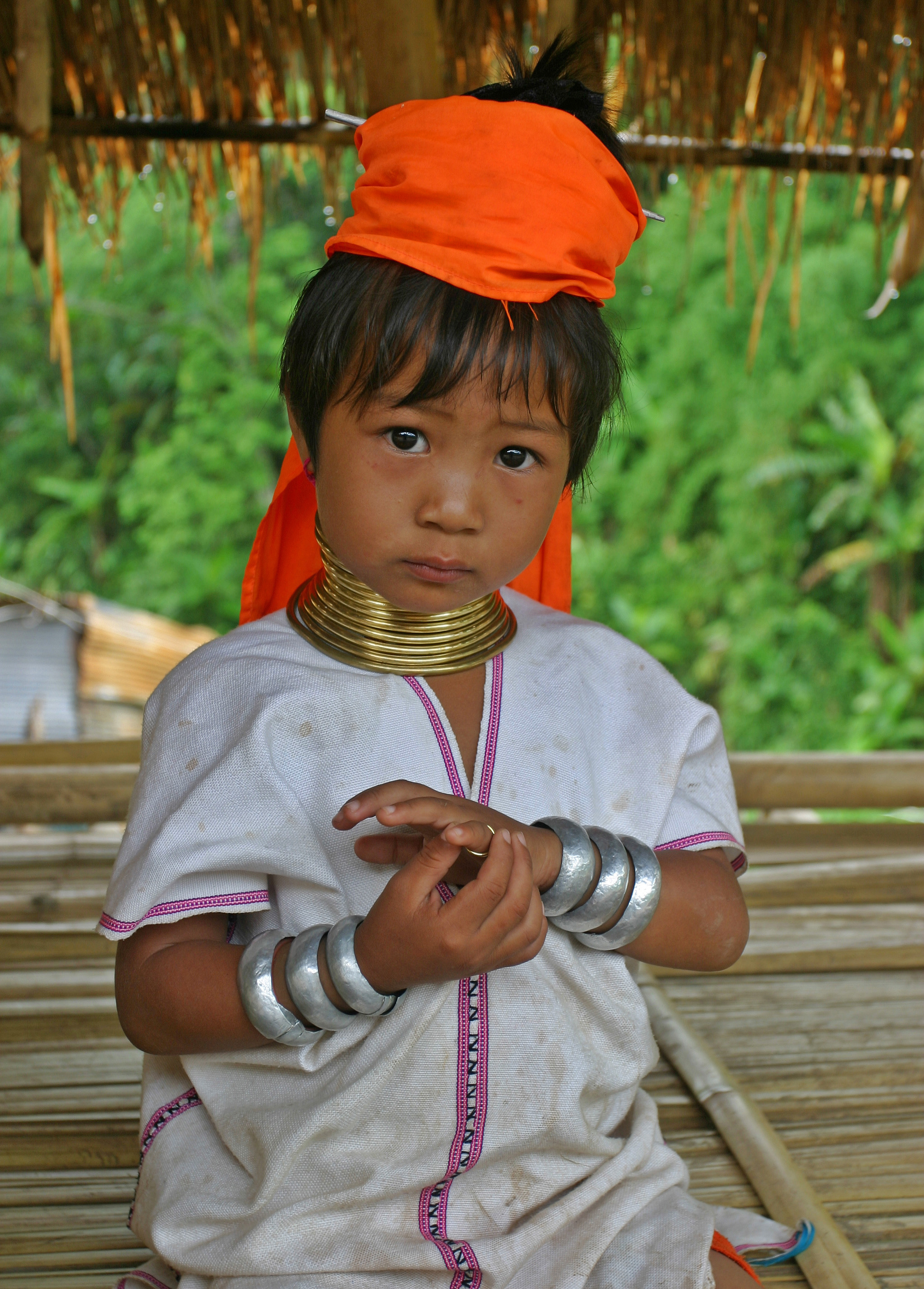
Một bé gái Kayan ở Bắc Thái Lan

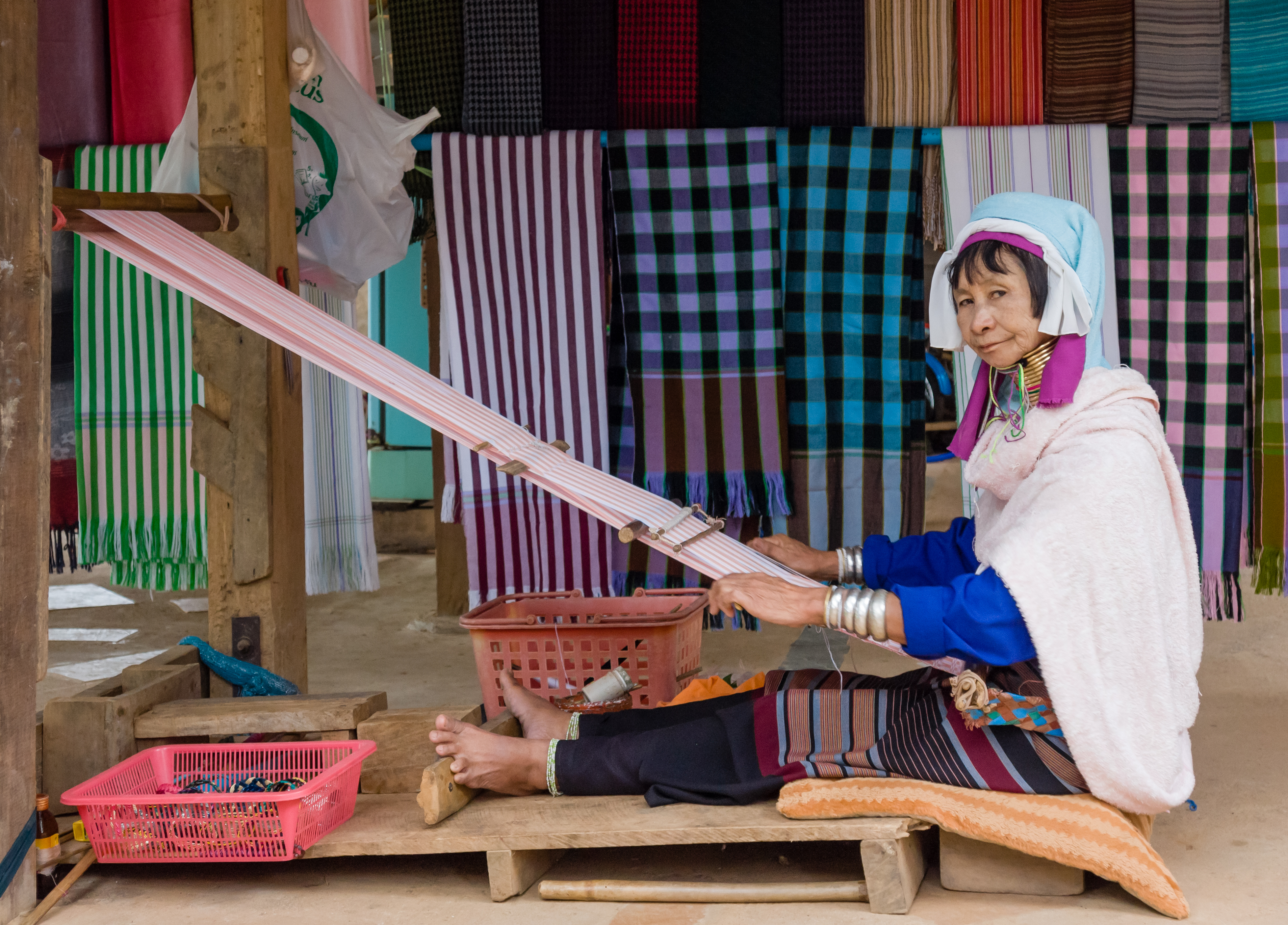
Một người phụ nữ người Kayan đang dệt vải thủ công tại Tachileik, bang Shan, Myanmar.

Những người phụ nữ mang trang sức là những cuộn vòng cổ bằng đồng đeo vào cổ. Khi các bé gái lên 5, họ được đeo cuộn vòng lần đầu tiên và các cuộn vòng được chồng lê bằng cuộn dài hơn do trọng lượng của đồng đẩy xương cổ xuống và ép lồng xương sườn. Kết quả là cổ sẽ dài ra.
Có khá nhiều ý tưởng hoang thần thoại, trong số đó được các nhà nhân loại học đến thăm dân tộc này. Một vài ý kiến cho rằng cuộn vòng giúp bảo vệ người ta khỏi bị hổ cắn vào cổ, nhiều ý kiến khác lại cho rằng các cuộn vòng khiến phụ nữ ít hấp dẫn hơn đối với các bộ lạc khác và giúp họ thoát khỏi nạn buôn người. Các ý kiến khác lại cho rằng cổ dài phản ánh cổ rồng. Nguồn gốc xuất xứ của truyền thống đeo vòng này không được rõ ràng lắm. Khi được hỏi, những người phụ nữ Kayan thường biết những huyền thoại trên nhưng lý do để họ đeo cuộn vòng cổ là bản sắc của bộ lạc, liên quan tới sắc đẹp và bởi vì mẹ của họ đeo cho họ. Các vòng này khi đã được đeo thì hiếm khi được tháo ra vì việc tháo này khá vất vả. Trái với nhiều người tưởng tượng, phụ nữ không chết nghẹt khi vòng cổ được tháo ra. Người ta tin rằng phụ nữ nào phụ bạc chồng mình sẽ bị tháo vòng cổ như là một hình phạt và do đó phải nằm xuống trong phần đời còn lại để tránh cho cổ dài khỏi bị gãy nhưng điều này thì ngớ ngẩn. Nhiều phụ nữ đã tháo vòng cổ khi nó trở nên lạc mốt ở Myanma, khi chính quyền quân sự Myanma đã quyết định rằng không ai mong muốn truyền thống này khi Myanma đang nỗ lực trở nên hiện đại trước thế giới. Hơn nữa, nhiều phụ nữ phải tháo vòng cổ khi đi khám bệnh. Phần lớn phụ nữ khi đã có được kéo dài thì thích đeo vòng cổ hơn, khi xương cổ của họ méo mó và da nhợt nhạt đi sau khi bị chuỗi vòng này che khuất quá lâu và đương nhiên vì sau 10 năm đeo liên tục thì chuỗi vòng này được cảm thấy như là một phần không thể tách rời của cơ thể.
Việc đeo dây vòng này đã tăng lên trong những năm gần đây do tập quán này thu hút du khách đến mua đồ thủ công mỹ nghệ của họ. Bản Kayan lớn nhất của Nai Soi mỗi năm đón trung bình 1200 du khách với vé vào cửa 250 baht mỗi người nhưng tiền thu được không bao giờ đến tay dân Kayan mà ở trong tay của các ông chủ người Thái địa phương. Tiền này cũng không được sử dụng cho các hoạt động của phiến quân Myanma. Rất không may, những người kinh doanh du lịch và chính các du khách thường cư xử với nhóm dân Kayan này như những con thú trong sở thú.
Một dân tộc ở Nam Phi cũng có lối đeo vòng tương tự. Dân tộc Ndebele ở Nam Phi bắt đầu đeo vòng cổ khi họ kết hôn lúc 12 tuổi. Tuy nhiên thay vì cuộn vòng bằng đồng, dân Ndebele đeo các vòng riêng lẻ chặt quanh cổ.

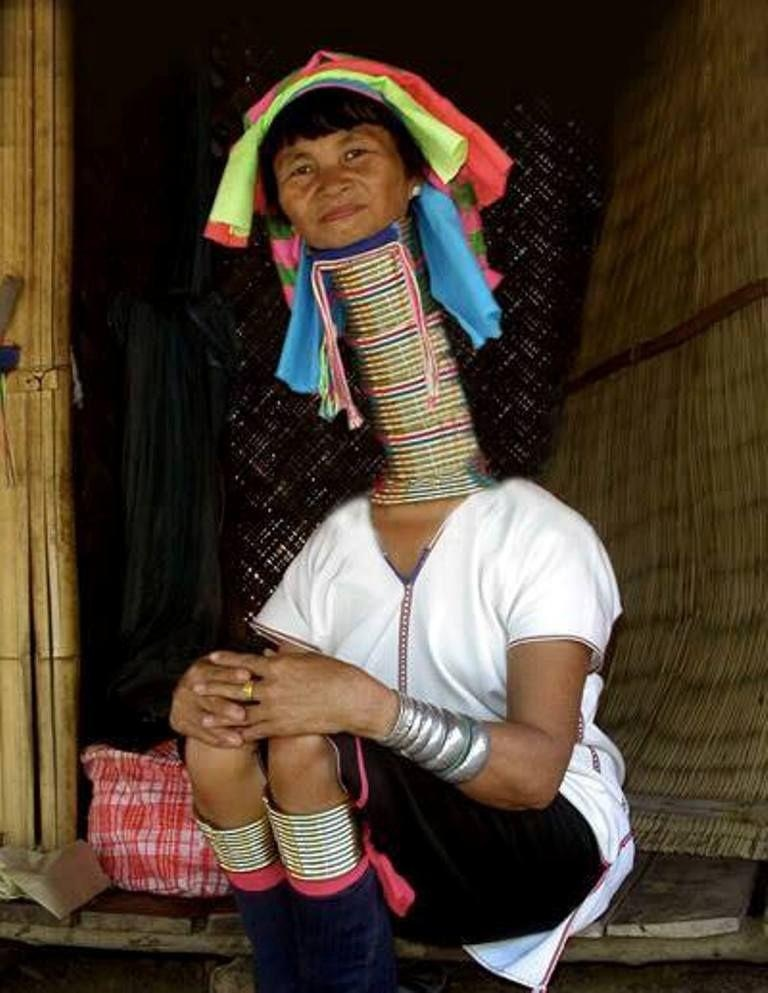
Một người phụ nữ của người Kayan với chiếc cổ siêu dài